# Leitelshain
Leitelshain ist ein Ortsteil der Ortschaft Crimmitschau der Großen Kreisstadt Crimmitschau im sächsischen Landkreis Zwickau. Er wurde bereits 1906 nach Crimmitschau eingemeindet.

## Geografie

### Geografische Lage und Verkehr
Leitelshain liegt im nördlichen Stadtgebiet von Crimmitschau beiderseits der Pleiße. Im Norden befindet sich die Autobahn 4. Durch den Ortsteil führt die Bahnstrecke Leipzig–Hof ohne Halt. Die Bebauung geht nahtlos in das Stadtgebiet von Crimmitschau über. Die Gemarkungsgrenze liegt südlich der „Donatstraße“.

### Nachbarorte
|             | Frankenhausen                               | Waldsachsen |
| Rudelswalde | Kompassrose, die auf Nachbargemeinden zeigt | Gablenz     |
|             | Crimmitschau                                |             |

## Geschichte

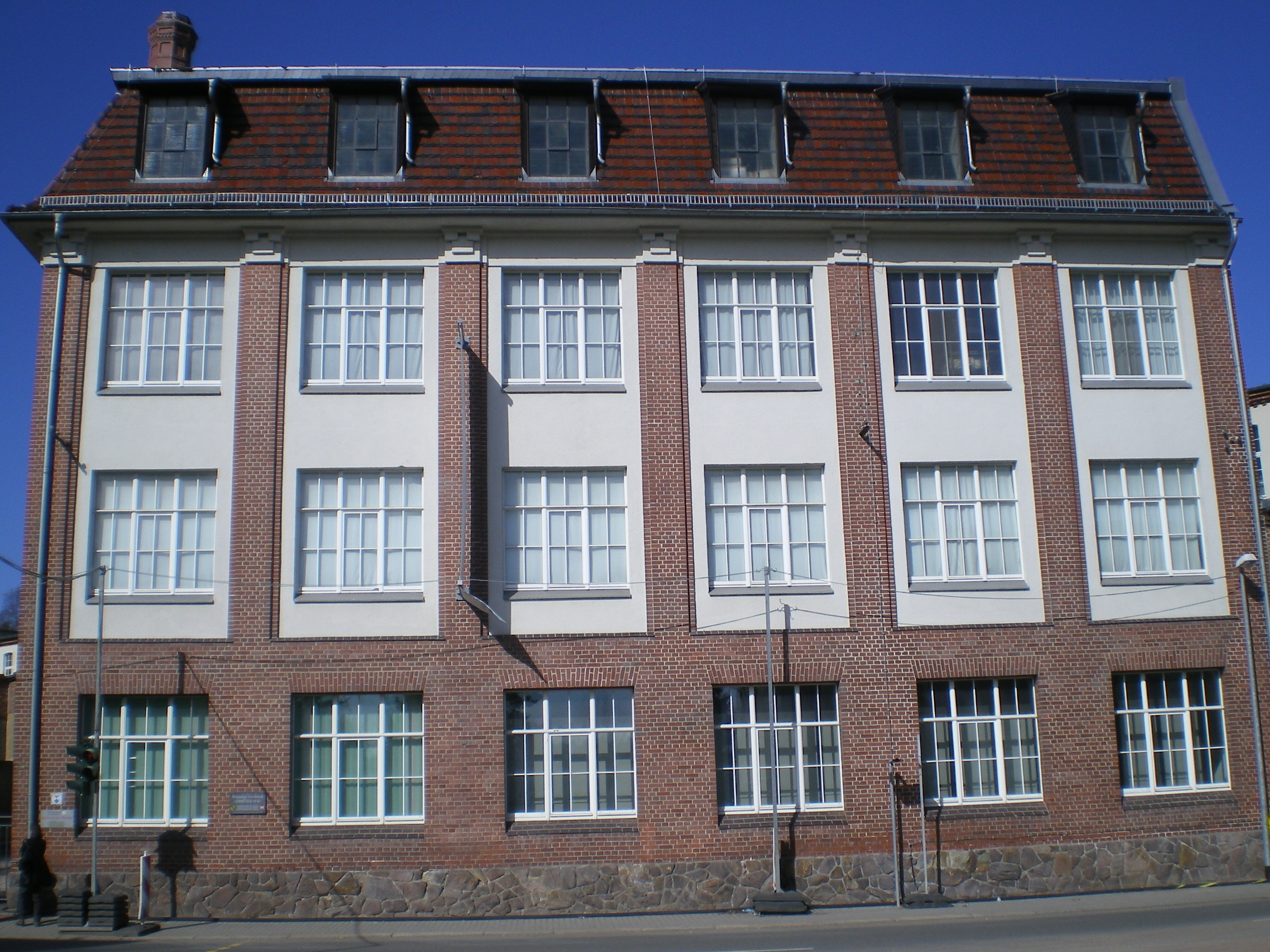
Textilmuseum Crimmitschau

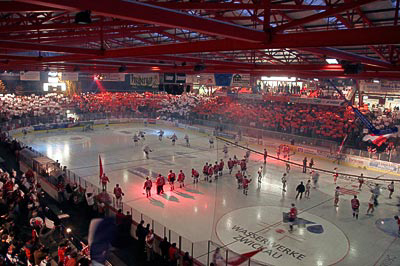
Kunsteisstadion im Sahnpark

Das Dorf Leitelshain wurde im Jahr 1301 mit dem Namen „Lutoldishayn“ genannt. Die Grundherrschaft über den Ort lag bis ins 19. Jahrhundert anteilig bei den Rittergütern Gablenz, Kitschergut und Schweinsburg.
Leitelshain gehörte ursprünglich zur schönburgischen Pflege Crimmitschau, die 1413 wettinisch wurde und im 16. Jahrhundert im kursächsischen Amt Zwickau aufging. Leitelshain gehörte bis 1856 zum kursächsischen bzw. königlich-sächsischen
Amt Zwickau. 1856 wurde der Ort dem Gerichtsamt Crimmitschau und 1875 der Amtshauptmannschaft Zwickau angegliedert.
Am 1. Juli 1906 erfolgte die Eingemeindung nach Crimmitschau. Zu dieser Zeit hatte Leitelshain 4036 Einwohner. Seit Mitte des 19. Jahrhunderts wurden in Leitelshain etliche Betriebe der Textilindustrie gegründet. Der bekannteste ist die 1859 gegründete Tuchfabrik Gebr. Pfau. Das heutige Museum ist die größte mit beinahe vollständiger Ausstattung erhaltene Volltuchfabrik Mitteleuropas.
Durch die zweite Kreisreform in der DDR kam Leitelshain als Ortsteil der Stadt Crimmitschau im Jahr 1952 zum Kreis Werdau im Bezirk Chemnitz (1953 in Bezirk Karl-Marx-Stadt umbenannt), der ab 1990 als sächsischer Landkreis Werdau fortgeführt wurde und 1994 im Landkreis Zwickauer Land bzw. 2008 im Landkreis Zwickau aufging.

## Öffentliche Einrichtungen

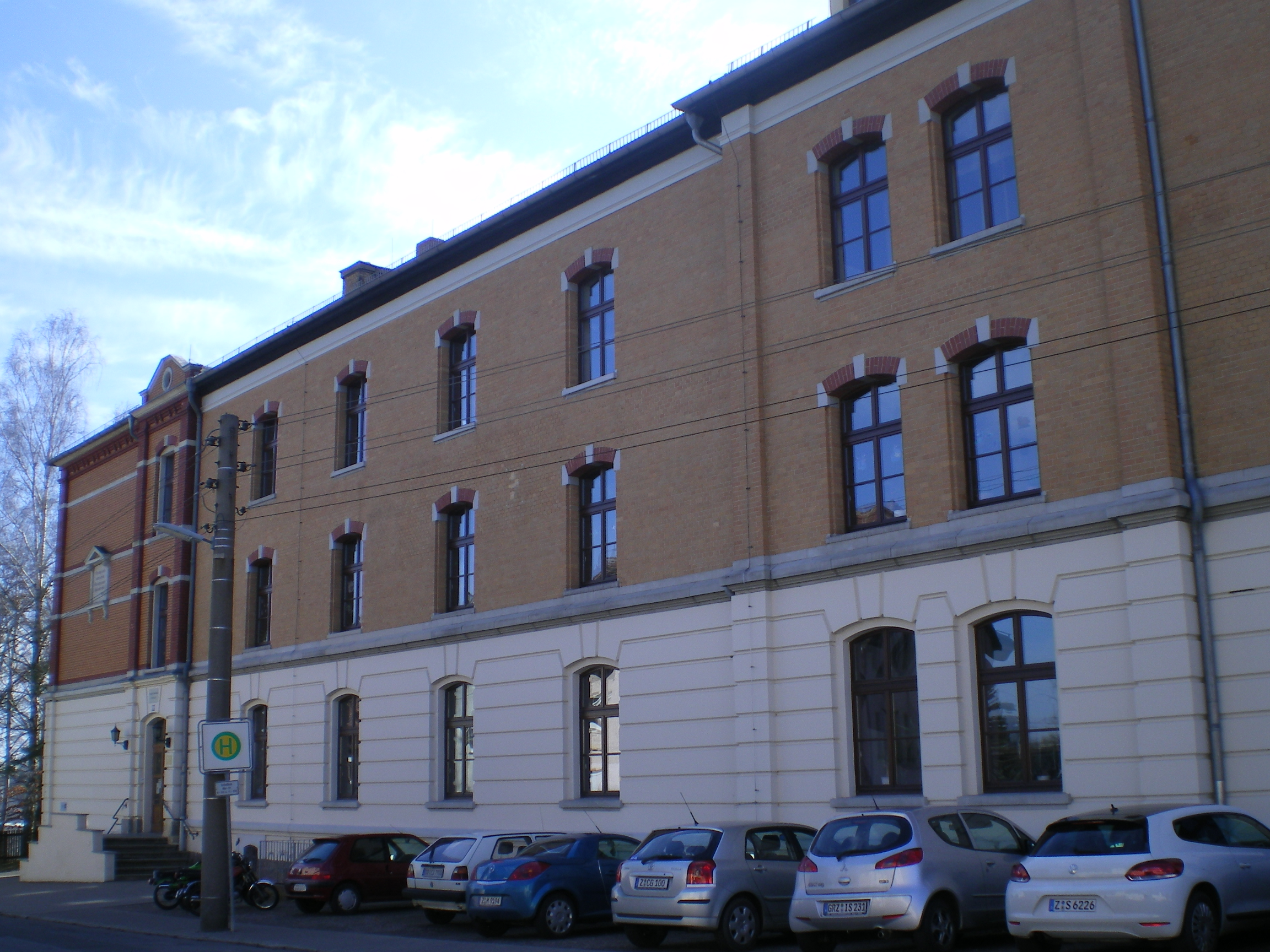
Sahnschule Crimmitschau

- Sahnschule Oberschule, 1895 als Schule Leitelshain eröffnet, 1919 in „Sahnschule“ umbenannt[9]
- Sahnpark mit Waldbad „Sahnbad“,[10] Kunsteisstadion[11] und Tiergehege[12]
- Tuchfabrik Gebr. Pfau (ehemals Westsächsisches Textilmuseum)[13]
- Ev.-luth. Lutherkirche

## Sehenswürdigkeiten
- Naturdenkmal Luther-Eiche am Lutherplatz[14]